# Eutelia porphyrina
Eutelia porphyrina là một loài bướm đêm trong họ Noctuidae.